# آرثر كولغان
آرثر كولغان (بالإنجليزية: Arthur Colgan)‏ هو كاهن كاثوليكي أمريكي، ولد في 8 نوفمبر 1946 في دورشستر ‏ في الولايات المتحدة.